# قطعنامه ۱۳۶۱ شورای امنیت
قطعنامه  ۱۳۶۱ شورای امنیت سازمان ملل متحد که در تاریخ ۰۵ ژوئیه ۲۰۰۱ تصویب شد، سندی بین‌المللی دربارهٔ دیوان بین‌المللی دادگستری است. این قطعنامه طی نشست ۴۳۴۵ام    تصویب شد.